# 清瀬市立中央図書館
清瀬市立中央図書館（きよせしりつちゅうおうとしょかん）とは、東京都清瀬市に設置されていた清瀬市立図書館の一つである。
清瀬市で最初の図書館で、1974年（昭和49年）に清瀬市立中央公園に隣接して開館したが、建物の老朽化や貸出者数の減少等を理由に、2025年（令和7年）3月に廃止された。

## 基本情報
- 所在地：　東京都清瀬市梅園1丁目1‑21
- 延床面積：　1,621㎡
- 建築構造：　地上2階地下1階、鉄筋コンクリート造
- 蔵書：　図書115,604冊（うち児童資料20,385冊）、雑誌53種、新聞8種
- 来館者数：　62,565人
- 貸出冊数：　69,898冊（うち児童資料56,695冊）

## 沿革
1973年（昭和48年）11月、清瀬市立中央公園に隣接する日本聖公会の敷地の一部を買収し、中央図書館の建設工事が始まる。前年、1972年（昭和47年）の市政世論調査で、図書館の建設を希望するものが全体20％を占めて第1位になったのを受け、当初の計画を1年早めて建設されることになった。翌年の夏の開館が目指された。
1974年（昭和49年）8月、準備作業が終わり、当初の予定通り、中央図書館が開館する。蔵書約2万冊（一般書13,000冊、児童書7,000冊）、レコード250枚、新聞10種、雑誌103種でスタートし、将来は80,000冊になるとされた。業務の効率化、待ち時間の短縮のため、ビデオテープを利用した「ビデオチャージング方式」による貸出処理が導入された。全国で初めてだという。開館時間は下表の通りである。また、開館当日の8月15日には、開館を記念して人形劇団「かたつむり」による人形劇が披露された。地域文庫活動を担っていた市民らがつくった劇団であった。
| 月   | 火   | 水          | 木          | 金          | 土          | 日          |
| ---- | ---- | ----------- | ----------- | ----------- | ----------- | ----------- |
| 休館 | 休館 | 10:00-19:00 | 10:00-19:00 | 10:00-17:00 | 10:00-17:00 | 10:00-17:00 |

### 年表
- 1973年（昭和48年）11月 - 建設工事が開始
- 1974年（昭和49年）8月15日 - 開館
- 2025年（令和7年）3月31日 - 廃止